# Holt (Norfolk)
Holt é uma vila (market town) e paróquia civil do condado inglês de Norfolk. Está situada 22,8 milhas a norte de Norwich, 9,5 milhas a oeste de Cromer e 35 milhas a leste de King's Lynn, na rota da auto-estrada A148 que liga King's Lynn a Cromer. A estação ferroviária mais próxima está na cidade de Sheringham, onde o acesso à ferrovia nacional pode ser feito por meio da Bittern Line até Norwich. Holt também tem uma estação na conservada North Norfolk Railway ("Ferrovia do Norte do Norfolk"), The Poppy Line ("A Ferrovia da Papoula"). O aeroporto mais próximo é o Aeroporto Internacional de Norwich. A vila tem uma população de 3.550 habitantes. Holt está dentro da área coberta pelo Conselho Distrital de North Norfolk.

## História

### Origens
Acredita-se que o nome Holt seja derivado da palavra anglo-saxã para "bosque", e Holt está de fato localizada sobre uma elevação coberta por vegetação no tergo de Cromer, na encruzilhada de duas antigas estradas menores, e, como tal, era uma localização apropriada para o povoamento. A vila é mencionada no grande censo de 1086 conhecido como o Livro de Domesday, onde é descrito como uma "vila-mercado" (market-town, isto é, uma vila onde se realizava periodicamente um mercado de certo destaque no âmbito regional), além de cidade portuária, devido à proximidade do porto vizinho de Cley next the Sea, que é descrita como o porto de Holt. Também possuía cinco moinhos operados pela força da água e doze conjuntos de arados, o que fazia com que fosse vista como um povoado extremamente bem-sucedido na época. A primeira autoridade aristocrática local de que se tem notícia, o Lord of the Manor, foi Walter Giffard; o título passou para Hugo de Chester, que deixou-o para a família De Vaux. A esta altura Holt já possuía um mercado de sucesso consolidado na região, e duas feiras anuais que eram realizadas nos dias 25 de abril e 25 de novembro. Ao longo dos anos Holt cresceu como importante ponto de comércio. O mercado semanal só veio a ser interrompido em 1960.

### O incêndio de 1708
No primeiro de maio de 1708 Holt foi devastada por um incêndio que destruiu a maior parte da cidade medieval em três horas. O incêndio começou em Shirehall, e rapidamente se espalhou pelas casas de madeira da cidade. A igreja também foi danificada seriamente, tendo o telhado de palha do seu altar destruído e até o chumbo das janelas foi derretido, pelas chamas que chegavam até o campanário. Relatos locais contemporâneos contam que o fogo se espalhou tão rapidamente que os açougueiros não tiveram tempo de resgatar a carne de suas barracas no mercado. Os danos à cidade foram estimados em cerca de 11.000 libras esterlinas, o que era então uma quantidade muito grande de dinheiro. Depois do incêndio a cidade recebeu muitas doações de todo o país, e a tarefa de construção se iniciou.

### Holt georgiana
Com a maioria dos edifícios medievais tendo sido destruídos no incêndio, o povo começou a reconstruir a cidade. A reconstrução fez com que Holt se destacasse pela abundância de edifícios de arquitetura tipicamente georgiana, com alguns resquícios dos estilos arquitetônicos anteriores, como a igreja paroquial construída pelos normandos, dedicada a Santo André.

## Educação

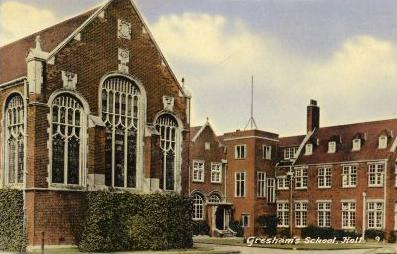
Big School, Gresham's

Holt é mais conhecida no resto da Inglaterra por ser a sede da Gresham's School ("Escola de Gresham"), uma renomada escola pública fundada em 1555 por Sir John Gresham, originalmente exclusiva para rapazes porém de frequência mista desde 1971.
Entre os alunos da escola estão Benjamin Britten, W. H. Auden, John Reith, Sir Alan Lloyd Hodgkin, Erskine Childers, Sir Christopher Cockerell, Donald Maclean, Sir Lennox Berkeley, Sir Stephen Spender, Tom Wintringham, Sir James Dyson, Stephen Fry, Ralph Firman, Sir Peter Brook, Sebastian Shaw, Sienna Guillory e Michael Cummings.

## Localização
- Mapa de Holt
- Google map